# Dendrobium schinzii
Dendrobium schinzii är en orkidéart som beskrevs av Robert Allen Rolfe. Dendrobium schinzii ingår i släktet Dendrobium, och familjen orkidéer. Inga underarter finns listade i Catalogue of Life.